# Tipos hipotéticos de bioquímica

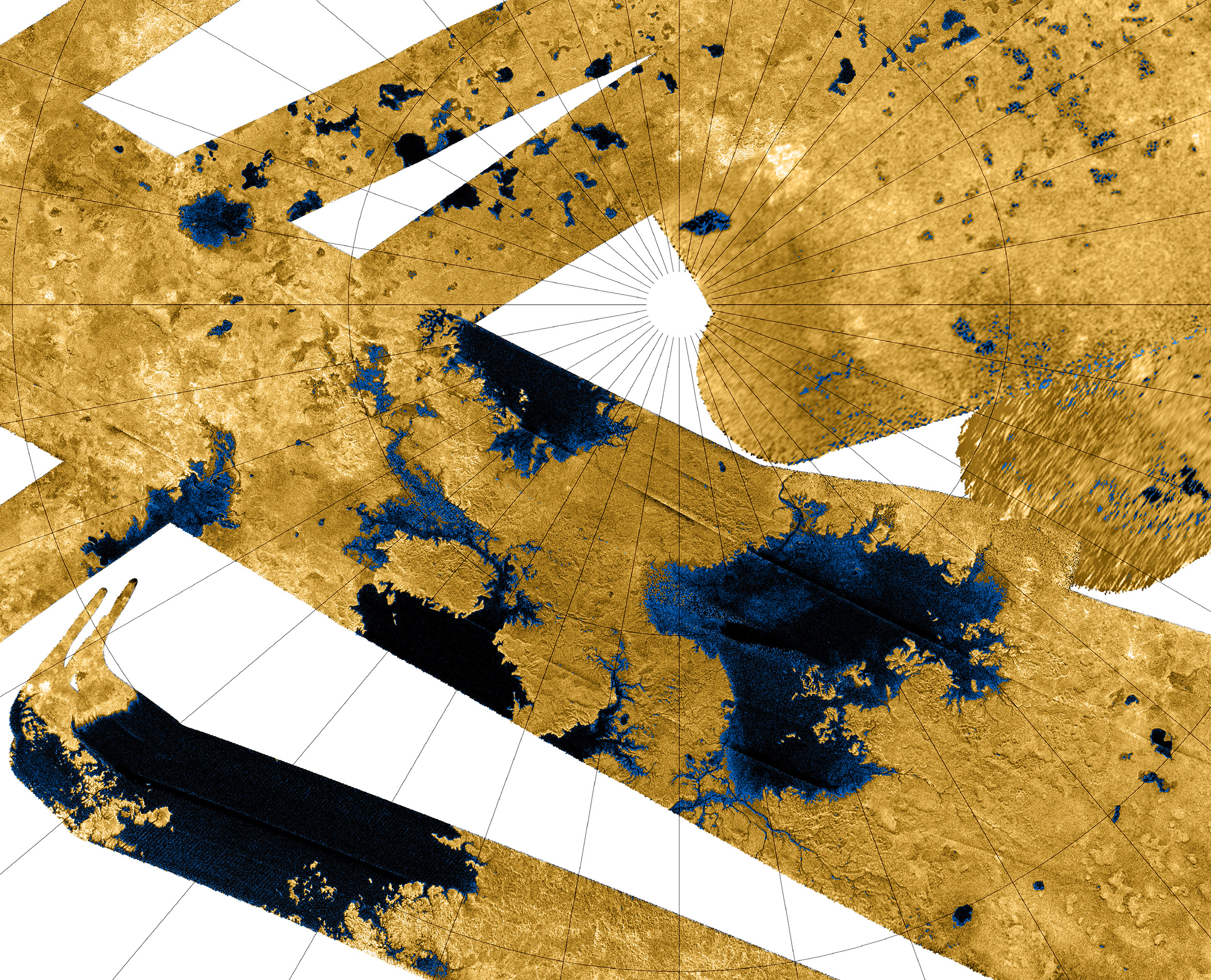
Mosaico de radar Cassini da região polar norte de Titã em falsas cores; as áreas azuis são lagos líquidos de hidrocarbonetos.
" A existência de lagos de hidrocarbonetos líquidos em Titã abre a possibilidade de solventes e fontes de energia que são alternativas às da nossa biosfera e que podem apoiar novas formas de vida completamente diferentes das da Terra ". — Roteiro de Astrobiologia da NASA 2008

Os tipos hipotéticos de bioquímica são formas de bioquímica especuladas como cientificamente viáveis, mas que não foram comprovadas atualmente. Todos os tipos de organismos vivos atualmente conhecidos na Terra usam compostos de carbono para funções estruturais e metabólicas básicas, água como solvente e DNA ou RNA para definir e controlar sua forma. Se existe vida em outros planetas ou luas, ela pode ser quimicamente semelhante, embora também seja possível que existam organismos com químicas bastante diferentes — por exemplo, envolvendo outras classes de compostos de carbono, compostos de outro elemento ou outro solvente no lugar de água.
A possibilidade de formas de vida serem baseadas em bioquímicas "alternativas" é o tema de uma discussão científica em andamento, informada pelo que se sabe sobre ambientes extraterrestres e sobre o comportamento químico de vários elementos e compostos. É de interesse em biologia sintética e também é um assunto comum na ficção científica.
O elemento silício tem sido muito discutido como uma alternativa hipotética ao carbono. O silício está no mesmo grupo do carbono na tabela periódica e, como o carbono, é tetravalente. Alternativas hipotéticas à água incluem amônia, que, como a água, é uma molécula polar e cosmicamente abundante; e solventes de hidrocarbonetos não polares, como metano e etano, que são conhecidos por existirem na forma líquida na superfície de Titã.

## Visão geral
| Tipo                                        | Base                   | Sinopse                               | Observações |
| ------------------------------------------- | ---------------------- | ------------------------------------- | --- |
| Biomoléculas de quiralidade alternativa     | Bioquímica alternativa | Base diferente de biofunção           | Talvez a bioquímica alternativa menos incomum seja aquela com quiralidade diferente de suas biomoléculas. Na conhecida vida baseada na Terra, os aminoácidos são quase universalmente da forma L e os açúcares são da forma D Podem ser possíveis moléculas que usam aminoácidos D ou açúcares L; moléculas de tal quiralidade, no entanto, seriam incompatíveis com organismos que usam as moléculas quirais opostas. |
| Bioquímica da amônia                        | Solventes não aquosos  | Vida à base de amônia                 | O possível papel da amônia líquida como solvente alternativo para a vida é uma ideia que remonta pelo menos a 1954, quando J. B. S. Haldane levantou o assunto em um simpósio sobre a origem da vida. |
| Bioquímica de arsênico                      | Bioquímica alternativa | Vida baseada em arsênico              | O arsênico, que é quimicamente semelhante ao fósforo, embora venenoso para a maioria das formas de vida na Terra, é incorporado à bioquímica de alguns organismos. |
| Bioquímica borana (ou química organoborona) | Bioquímica alternativa | Vida baseada em boranos               | Os boranos são perigosamente explosivos na atmosfera da Terra, mas seriam mais estáveis em um ambiente redutor. A abundância de boro no universo, entretanto, é extremamente rara em comparação com seus vizinhos carbono, nitrogênio e oxigênio. |
| Bioquímica baseada em pó e plasma           | Vida não planetária    | Vida de matriz exótica                | Em 2007, Vadim N. Tsytovich e colegas propuseram que comportamentos semelhantes à vida poderiam ser exibidos por partículas de poeira suspensas em um plasma, sob condições que podem existir no espaço. |
| Extremófilos                                | Ambiente alternativo   | Vida em ambientes variáveis           | Seria bioquimicamente possível sustentar a vida em ambientes que são apenas periodicamente consistentes com a vida como a conhecemos. |
| Bioquímica de heteropoliácido               | Bioquímica alternativa | Vida à base de ácido heteropoli       | Vários metais, junto com o oxigênio, podem formar estruturas muito complexas e termicamente estáveis que rivalizam com as dos compostos orgânicos; os heteropoliácidos são uma dessas famílias. |
| Bioquímica de fluoreto de hidrogênio        | Solventes não aquosos  | Vida à base de fluoreto de hidrogênio | Foi considerado um possível solvente para a vida por cientistas como Peter Sneath. |
| Bioquímica de sulfeto de hidrogênio         | Solventes não aquosos  | Vida à base de sulfeto de hidrogênio  | O sulfeto de hidrogênio é o análogo químico mais próximo da água, mas é menos polar e um solvente inorgânico mais fraco. |
| Bioquímica do metano (azotosoma)            | Solventes não aquosos  | Vida à base de metano                 | O metano (CH4) é um hidrocarboneto simples: isto é, um composto de dois dos elementos mais comuns no cosmos: hidrogênio e carbono. A vida do metano é hipoteticamente possível. |
| Fotossintetizadores não verdes              | Outras especulações    | Vida vegetal alternativa              | Os físicos notaram que, embora a fotossíntese na Terra geralmente envolva plantas verdes, uma variedade de plantas de outras cores também podem suportar a fotossíntese, essencial para a maior parte da vida na Terra, e que outras cores podem ser preferidas em locais que recebem uma mistura diferente de radiação estelar do que a Terra.                                                                        |
| Biosfera das Sombras                        | Ambiente alternativo   | Uma biosfera de vida oculta na Terra  | Uma biosfera das sombras é uma biosfera microbiana hipotética da Terra que usa processos bioquímicos e moleculares radicalmente diferentes da vida atualmente conhecida. |
| Bioquímica do silício (ouorganossilício)    | Bioquímica alternativa | Vida baseada em silício               | Como o carbono, o silício pode criar moléculas que são suficientemente grandes para transportar informações biológicas; entretanto, o escopo da possível química do silício é muito mais limitado do que o do carbono. |
| Bioquímica do dióxido de silício            | Solventes não aquosos  | Vida à base de dióxido de silício     | Gerald Feinberg e Robert Shapiro sugeriram que a rocha de silicato derretida poderia servir como meio líquido para organismos com uma química baseada em silício, oxigênio e outros elementos, como alumínio. |
| Bioquímica do enxofre                       | Bioquímica alternativa | Vida à base de enxofre                | O uso biológico do enxofre como alternativa ao carbono é puramente hipotético, especialmente porque o enxofre geralmente forma apenas cadeias lineares em vez de ramificadas. |

## Biosfera das sombras

A mensagem de Arecibo (1974) enviou informações ao espaço sobre a química básica da vida na Terra.

Uma biosfera das sombras (ou biosfera oculta) é uma biosfera microbiana hipotética da Terra que usa processos bioquímicos e moleculares radicalmente diferentes da vida atualmente conhecida. Embora a vida na Terra seja relativamente bem estudada, a biosfera das sombras pode ainda passar despercebida porque a exploração do mundo microbiano visa principalmente a bioquímica dos macro-organismos.

## Biomoléculas de quiralidade alternativa
Talvez a bioquímica alternativa menos incomum seja aquela com quiralidade diferente de suas biomoléculas. No modelo de vida conhecido que ocorre na Terra, os aminoácidos são quase universalmente da forma (L) e os açúcares são da forma (D). Moléculas que usam aminoácidos D ou açúcares L podem ser possíveis; moléculas de tal quiralidade, no entanto, seriam incompatíveis com organismos que usam as moléculas quirais opostas. Aminoácidos cuja quiralidade é oposta à norma são encontrados na Terra, e essas substâncias são geralmente consideradas como resultado da decomposição de organismos com quiralidade normal. No entanto, o físico Paul Davies especula que alguns deles podem ser produtos de uma vida "antiquiral".
É questionável, entretanto, se tal bioquímica seria verdadeiramente estranha. Embora certamente seja uma estereoquímica alternativa, as moléculas que são predominantemente encontradas em um enantiômero na grande maioria dos organismos podem, no entanto, ser encontradas em outro enantiômero em organismos diferentes (muitas vezes basais), como em comparações entre membros de Archaea e outros domínios, ornando um tópico aberto se uma estereoquímica alternativa é realmente nova.

## Bioquímicas não baseadas em carbono
Na Terra, todos os seres vivos conhecidos têm uma estrutura e um sistema baseados em carbono. Os cientistas especularam sobre os prós e os contras do uso de átomos diferentes do carbono para formar as estruturas moleculares necessárias à vida, mas ninguém propôs uma teoria que empregue esses átomos para formar todas as estruturas necessárias. No entanto, como Carl Sagan argumentou, é muito difícil ter certeza se uma declaração que se aplica a todas as formas de vida na Terra se aplicaria a todas as formas de vida no universo. Sagan usou o termo "chauvinismo do carbono" para essa suposição. Ele considerava o silício e o germânio como alternativas concebíveis para o carbono;  (outros elementos plausíveis mas não estão limitados incluem paládio e titânio), mas, por outro lado, ele observou que o carbono parece mais quimicamente versátil e é mais abundante no cosmos.

### Bioquímica do silício

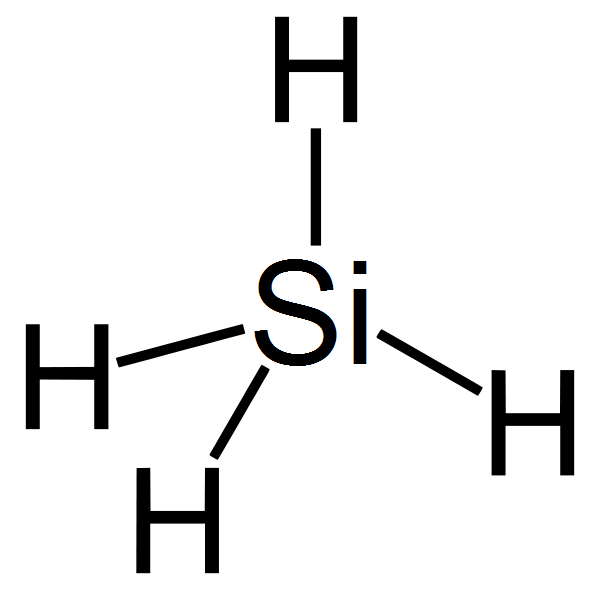
Estrutura de silano, um análogo do metano

Estrutura do silcone dimetil polissiloxano (PDMS)

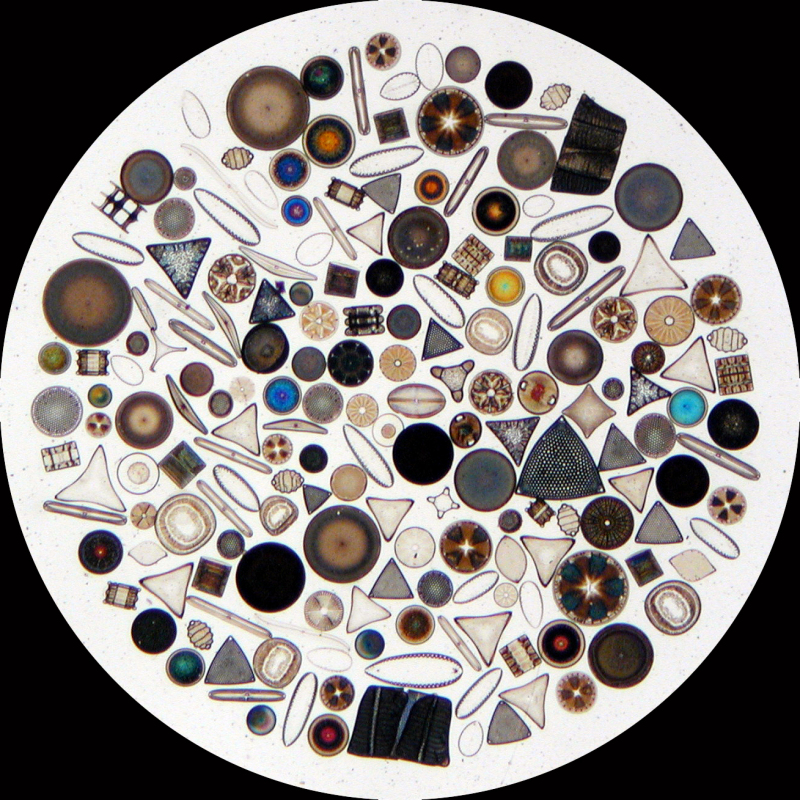
Diatomáceas marinhas — organismos à base de carbono que extraem silício da água do mar, na forma de seu óxido (sílica) e o incorporam em suas paredes celulares

Como o carbono, o silício pode criar moléculas que são suficientemente grandes para transportar informações biológicas. Então, o átomo de silício tem sido muito discutido como base para um sistema bioquímico alternativo, pois o silício possui muitas propriedades químicas semelhantes às do carbono e está no mesmo grupo da tabela periódica, o grupo carbono.
No entanto, o silício tem várias desvantagens como alternativa ao carbono. O silício, ao contrário do carbono, não tem a capacidade de formar ligações químicas com diversos tipos de átomos, que é indispensável para a versatilidade química necessária para o metabolismo, e esta precisa incapacidade é o que torna o silício ainda menos suscetível a se ligar a todos os tipos de impurezas das quais o carbono, em comparação, não é blindado. Os elementos que criam grupos funcionais orgânicos com carbono incluem hidrogênio, oxigênio, nitrogênio, fósforo, enxofre e metais como ferro, magnésio e zinco. O silício, por outro lado, interage com muito poucos outros tipos de átomos. Além disso, onde interage com outros átomos, o silício cria moléculas que foram descritas como "monótonas em comparação com o universo combinatório de macromoléculas orgânicas". Isso ocorre porque os átomos de silício são muito maiores, tendo uma massa e raio atômico maiores e, portanto, têm dificuldade em formar ligações duplas (o carbono com ligação dupla é parte do grupo carbonila, um motivo fundamental da química bioorgânica baseada no carbono).
Os silanos,que são compostos químicos de hidrogênio e silício análogos aos alcanos, são altamente reativos com a água e os silanos de cadeia longa se decompõem espontaneamente. As moléculas que incorporam polímeros de átomos alternados de silício e oxigênio em vez de ligações diretas entre o silício, conhecidas coletivamente como silicones, são muito mais estáveis. Foi sugerido que os produtos químicos à base de silicone seriam mais estáveis do que os hidrocarbonetos equivalentes em um ambiente rico em ácido sulfúrico, como é encontrado em alguns locais extraterrestres.
Das variedades de moléculas identificadas no meio interestelar em 1988, 84 são baseados em carbono, enquanto apenas 8 são baseados em silício. Além disso, desses 8 compostos, 4 também incluem carbono dentro deles. A abundância cósmica de carbono em silício é de cerca de 10 para 1. Isso pode sugerir uma maior variedade de compostos de carbono complexos em todo o cosmos, fornecendo menos de uma base sobre a qual construir biologias baseadas em silício, pelo menos sob as condições prevalentes na superfície dos planetas. Além disso, embora a Terra e outros planetas terrestres sejam excepcionalmente ricos em silício e pobres em carbono (a abundância relativa de silício em relação ao carbono na crosta terrestre é de aproximadamente 925:1), a vida terrestre é baseada em carbono. O fato de o carbono ser usado em vez do silício pode ser uma evidência de que o silício é pouco adequado para a bioquímica em planetas como a Terra. As razões podem ser que o silício é menos versátil que o carbono na formação de compostos, que os compostos formados pelo silício são instáveis e que ele bloqueia o fluxo de calor.
Mesmo assim, a sílica biogênica é usada por algumas formas de vida na Terra, como a estrutura esquelética de silicato das diatomáceas. De acordo com a hipótese da argila de Cairns-Smith, os minerais silicatados na água desempenharam um papel crucial na abiogênese: eles replicaram suas estruturas cristalinas, interagiram com compostos de carbono e foram os precursores da vida baseada no carbono.
Embora não sejam observadas na natureza, as ligações carbono-silício foram adicionadas à bioquímica usando a evolução dirigida (seleção artificial). Um heme contendo proteína citocromo c de Rhodothermus marinus foi projetado usando evolução direcionada para catalisar a formação de novas ligações carbono-silício entre hidrosilanos e compostos diazo.
Os compostos de silício podem possivelmente ser biologicamente úteis sob temperaturas ou pressões diferentes da superfície de um planeta terrestre, seja em conjunto ou em uma função menos diretamente análoga ao carbono. Polissilanóis, os compostos de silício correspondentes aos açúcares, são solúveis em nitrogênio líquido, sugerindo que eles poderiam desempenhar um papel na bioquímica de temperatura muito baixa.
Na ficção científica cinematográfica e literária, em um momento em que as máquinas feitas pelo homem passam de não-vivos para vivos, é frequentemente postulado esta nova forma seria o primeiro exemplo de vida não baseada em carbono. Desde o advento do microprocessador no final dos anos 1960, essas máquinas são frequentemente classificadas como computadores (ou robôs guiados por computador) e arquivadas sob "vida baseada em silício", embora a matriz de suporte de silício desses processadores não seja tão fundamental para sua operação como carbono é para "vida úmida".

### Bioquímicas exóticas baseadas em outros elementos
- Boranos são perigosamente explosivos na atmosfera da Terra, mas seriam mais estáveis em um ambiente redutor. No entanto, a baixa abundância cósmica do boro o torna menos provável como base para a vida do que o carbono.
- Metais variados, junto com o oxigênio, podem formar estruturas muito complexas e termicamente estáveis que rivalizam com as dos compostos orgânicos; os heteropoliácidos são uma dessas famílias. Alguns óxidos de metal também são semelhantes ao carbono em sua capacidade de formar estruturas de nanotubos e cristais do tipo diamante (como a zircônia cúbica). Titânio, alumínio, magnésio e ferro são mais abundantes na crosta terrestre do que o carbono. A vida à base de óxido metálico pode, portanto, ser uma possibilidade sob certas condições, incluindo aquelas (como altas temperaturas) nas quais a vida à base de carbono seria improvável. O grupo da Universidade de Glasgow relatou a automontagem de polioxometalatos de tungstênio em esferas semelhantes a células.[20] Ao modificar seu conteúdo de óxido metálico, as esferas podem adquirir orifícios que atuam como membrana porosa, permitindo seletivamente que os produtos químicos entrem e saiam da esfera de acordo com o tamanho.
- O enxofre também é capaz de formar moléculas de cadeia longa, mas sofre dos mesmos problemas de alta reatividade que o fósforo e os silanos. O uso biológico do enxofre como alternativa ao carbono é puramente hipotético, especialmente porque o enxofre geralmente forma apenas cadeias lineares em vez de ramificadas. (o uso biológico de enxofre como um aceptor de elétrons é generalizado e pode ser rastreado até 3,5 bilhões de anos na Terra, portanto, anterior ao uso de oxigênio molecular.[21] Bactérias redutoras de enxofre podem utilizar enxofre elementar em vez de oxigênio, reduzindo o enxofre à sulfeto de hidrogênio).

## Arsênico como alternativa ao fósforo
O arsênico, que é quimicamente semelhante ao fósforo, embora venenoso para a maioria das formas de vida na Terra, é incorporado à bioquímica de alguns organismos. Algumas algas marinhas incorporam arsênio em moléculas orgânicas complexas, como arsenosugares e arsenobetainas . Fungos e bactérias podem produzir compostos voláteis de arsênio metilado. A redução de arseniato e a oxidação de arsenito foram observadas em micróbios (Chrysiogenes arsenatis). Além disso, alguns procariotos podem usar arsenato como um aceitador de elétrons terminal durante o crescimento anaeróbio e alguns podem utilizar arsenito como um doador de elétrons para gerar energia.
Especula-se que as primeiras formas de vida na Terra podem ter usado a bioquímica do arsênio no lugar do fósforo na estrutura de seu DNA. Uma objeção comum a este cenário é que os ésteres de arsenato são muito menos estáveis à hidrólise do que os ésteres de fosfato correspondentes e que o arsênio é pouco adequado para esta função.
Os autores de um estudo de geomicrobiologia de 2010, apoiado em parte pela NASA, postularam que uma bactéria, chamada GFAJ-1, coletada nos sedimentos do Lago Mono no leste da Califórnia, poderia empregar esse 'DNA de arsênico' quando cultivada sem fósforo. Eles propuseram que a bactéria poderia empregar altos níveis de poli-β-hidroxibutirato ou outros meios para reduzir a concentração efetiva de água e estabilizar seus ésteres de arseniato.  Esta afirmação foi fortemente criticada quase imediatamente após a publicação pela percepção da falta de controles apropriados.
O escritor de ciências Carl Zimmer contatou vários cientistas para uma avaliação: "Falei com uma dúzia de especialistas. Quase unanimemente, eles acham que os cientistas da NASA não conseguiram apresentar seu caso". Outros autores não conseguiram reproduzir seus resultados e mostraram que o estudo teve problemas com a contaminação por fosfato, sugerindo que as baixas quantidades presentes podem sustentar formas de vida extremófilas. Alternativamente, foi sugerido que as células GFAJ-1 crescem reciclando fosfato de ribossomos degradados, em vez de substituí-lo por arseniato.

## Solventes não aquosos
Além dos compostos de carbono, toda vida terrestre atualmente conhecida também requer água como solvente. Isso levou a discussões sobre se a água é o único líquido capaz de cumprir essa função. A ideia de que uma forma de vida extraterrestre pode ser baseada em um solvente diferente da água foi levada a sério na literatura científica recente pelo bioquímico Steven Benner, e pelo comitê astrobiológico presidido por John A. Baross. Os solventes discutidos pelo comitê Baross incluem amônia, ácido sulfúrico, formamida, hidrocarbonetos,  e (em temperaturas muito mais baixas que a da Terra) nitrogênio líquido ou hidrogênio na forma de um fluido supercrítico.
Carl Sagan certa vez se descreveu como um chauvinista do carbono e um chauvinista da água; entretanto, em outra ocasião ele disse que era um chauvinista do carbono, mas "não tanto chauvinista da água". Ele especulou sobre hidrocarbonetos, ácido fluorídrico e amônia como possíveis alternativas à água.
Algumas das propriedades da água que são importantes para os processos vitais incluem:
- Uma complexidade que leva a um grande número de permutações de possíveis caminhos de reação, incluindo química ácido-base, cátions H+, ânions OH-, ligações de hidrogênio, ligações de Van der Waals, dipolo-dipolo e outras interações polares, gaiolas de solvente aquoso e hidrólise. Essa complexidade oferece um grande número de caminhos para a evolução produzir vida, muitos outros solventes têm dramaticamente menos reações possíveis, o que limita severamente a evolução.
- Estabilidade termodinâmica: a energia livre de formação da água líquida é baixa o suficiente (−237,24 kJ/mol) para que a água sofra poucas reações. Outros solventes são altamente reativos, principalmente com oxigênio.
- A água não entra em combustão no oxigênio porque já é o produto da combustão do hidrogênio com o oxigênio. A maioria dos solventes alternativos não são estáveis em uma atmosfera rica em oxigênio, portanto, é altamente improvável que esses líquidos possam sustentar a vida aeróbica.
- Uma grande faixa de temperatura na qual está líquida.
- Alta solubilidade de oxigênio e dióxido de carbono à temperatura ambiente, apoiando a evolução da vida vegetal aquática aeróbia e animal.
- Uma alta capacidade de calor (levando a uma maior estabilidade da temperatura ambiente).
- A água é um líquido em temperatura ambiente que leva a uma grande população de estados de transição quântica necessários para superar as barreiras de reação. Os líquidos criogênicos (como o metano líquido) têm populações de estados de transição exponencialmente mais baixas, que são necessárias para a vida com base em reações químicas. Isso leva a taxas de reação química que podem ser tão lentas a ponto de impedir o desenvolvimento de qualquer vida baseada em reações químicas.
- Transparência espectroscópica permitindo que a radiação solar penetre vários metros no líquido (ou sólido), auxiliando muito na evolução da vida aquática.
- Uma grande entalpia de vaporização levando a lagos e oceanos estáveis.
- Capacidade de dissolver uma ampla variedade de compostos.
- O sólido (gelo) tem densidade mais baixa do que o líquido, então o gelo flutua no líquido. É por isso que corpos d'água congelam, mas não congelam sólidos (de baixo para cima). Se o gelo fosse mais denso do que a água líquida (como acontece com quase todos os outros compostos), então grandes corpos líquidos congelariam lentamente, o que não levaria à formação de vida.

A água como um composto é cosmicamente abundante, embora grande parte dela esteja na forma de vapor ou gelo. Água líquida subterrânea é considerada provável ou possível em várias das luas externas: Enceladus (onde gêiseres foram observados), Europa, Titã e Ganimedes. Terra e Titã são os únicos mundos atualmente conhecidos por terem corpos estáveis de líquido em suas superfícies.
No entanto, nem todas as propriedades da água são necessariamente vantajosas para a vida. Por exemplo, o gelo de água tem um alto albedo, o que significa que reflete uma quantidade significativa de luz e calor do sol. Durante as eras glaciais, à medida que o gelo refletivo se acumula na superfície da água, os efeitos do resfriamento global aumentam.
Existem algumas propriedades que tornam certos compostos e elementos muito mais favoráveis do que outros como solventes em uma biosfera de sucesso. O solvente deve ser capaz de existir em equilíbrio líquido em uma faixa de temperaturas que o objeto planetário normalmente se encontraria. Como os pontos de ebulição variam com a pressão, a questão tende a não ser se o potencial solvente permanece líquido, mas a que pressão. Por exemplo, o cianeto de hidrogênio tem uma faixa estreita de temperatura de fase líquida em 1 atmosfera, mas em uma atmosfera com a pressão de Vênus, com 92 bars (91 atm) de pressão, ele pode realmente existir na forma líquida em uma ampla faixa de temperatura.

### Amônia

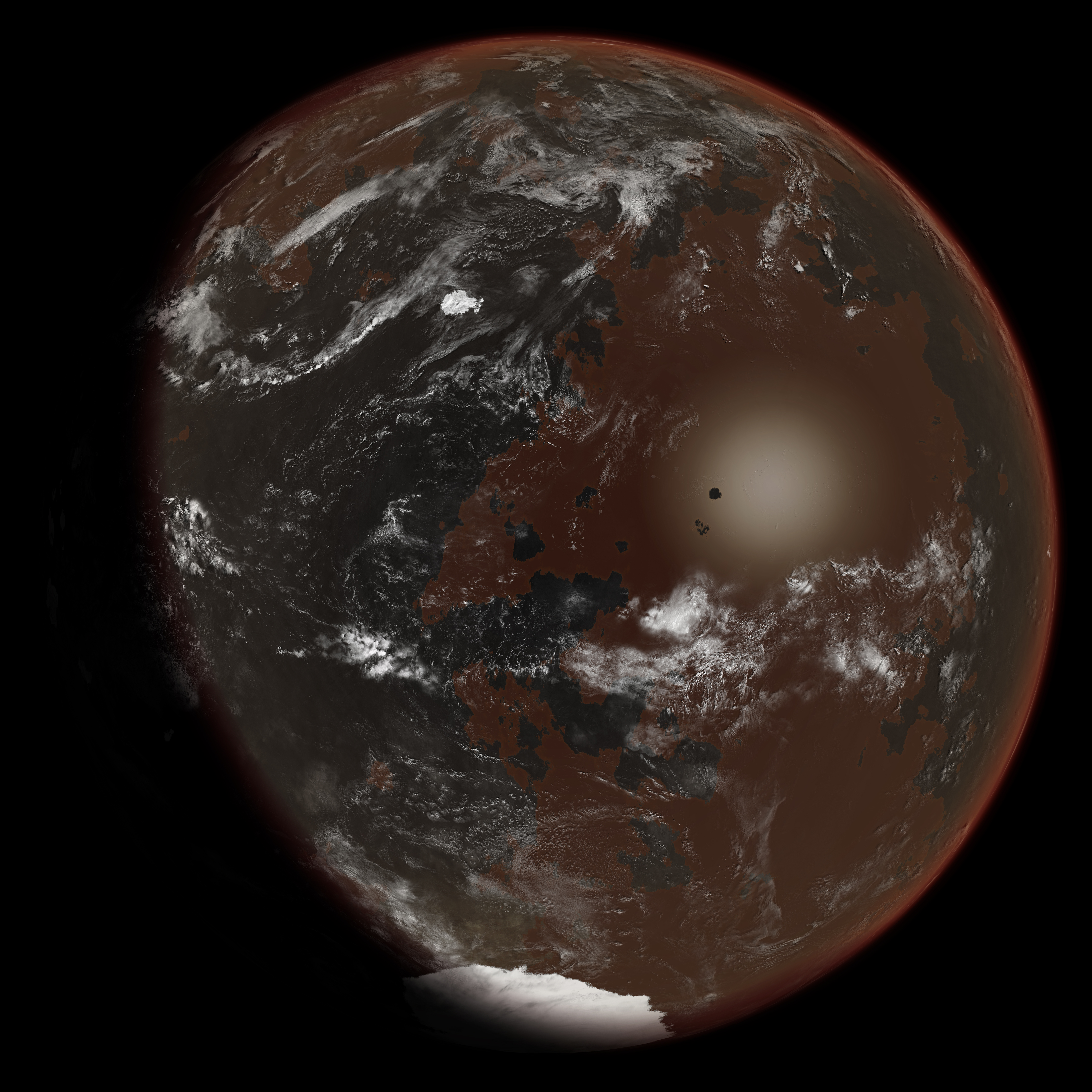
A concepção artística de como um planeta com vida à base de amônia pode ser

A molécula de amônia (NH3), assim como a molécula de água, é abundante no universo, sendo um composto de hidrogênio (o elemento mais simples e comum) com outro elemento muito comum, o nitrogênio. O possível papel da amônia líquida como solvente alternativo para a vida é uma ideia que remonta pelo menos à 1954, quando Haldane levantou o assunto em um simpósio sobre a origem da vida.
Numerosas reações químicas são possíveis em uma solução de amônia, e a amônia líquida tem semelhanças químicas com a água. A amônia pode dissolver a maioria das moléculas orgânicas pelo menos tão bem quanto a água e, além disso, é capaz de dissolver muitos metais. Haldane apontou que vários compostos orgânicos comuns relacionados à água têm análogos relacionados à amônia; por exemplo, o grupo amina relacionado à amônia (−NH2) é análogo ao grupo hidroxila relacionado à água (−OH).
A amônia, como a água, pode aceitar ou doar um íon H+. Quando a amônia aceita um H+, ela forma o cátion amônio (NH4+), análogo ao hidrônio (H3O+). Ao doar um íon H+, forma o ânion amida (NH2-), análogo ao ânion hidróxido (OH-). Em comparação com a água, entretanto, a amônia é mais inclinada a aceitar um íon H+ e menos inclinada a doar um; é um nucleófilo mais forte. A amônia adicionada à água funciona como base de Arrhenius: aumenta a concentração do ânion hidróxido. Por outro lado, usando uma definição de sistema de solvente de acidez e basicidade, a água adicionada à amônia líquida funciona como um ácido, porque aumenta a concentração do cátion amônio. O grupo carbonila (C = O), muito usado na bioquímica terrestre, não seria estável em solução de amônia, mas o análogo grupo imina (C = NH) poderia ser usado em seu lugar.
No entanto, a amônia tem alguns problemas como base para a vida. As ligações de hidrogênio entre as moléculas de amônia são mais fracas do que as da água, fazendo com que a entalpia de vaporização da amônia seja a metade do da água, sua tensão superficial seja um terço, e reduzindo sua capacidade de concentrar moléculas apolares por meio de um efeito hidrofóbico. Gerald Feinberg e Robert Shapiro questionaram se a amônia poderia manter as moléculas pré-bióticas bem juntas o suficiente para permitir o surgimento de um sistema de auto-reprodução. A amônia também é inflamável no oxigênio e não poderia existir de forma sustentável em um ambiente adequado para o metabolismo aeróbio.

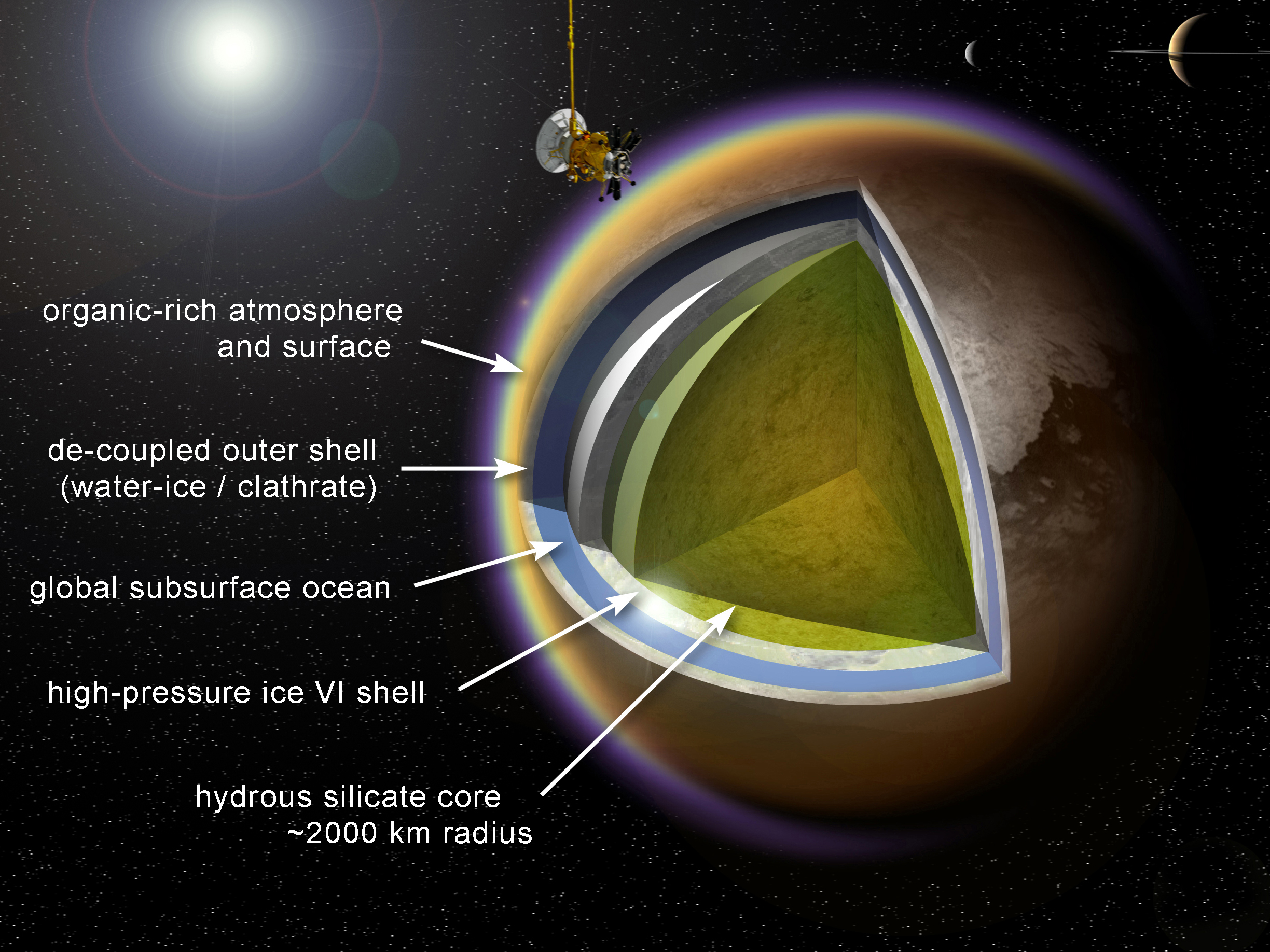
Estrutura interna teorizada de Titã, oceano subterrâneo mostrado em azul

Uma biosfera baseada em amônia provavelmente existiria em temperaturas ou pressões de ar extremamente incomuns em relação à vida na Terra. A vida na Terra geralmente existe dentro do ponto de fusão e ponto de ebulição da água à pressão normal, entre 0 °C e 100 °C; na pressão normal, os pontos de fusão e ebulição da amônia estão entre -78 °C e −33 °C. As reações químicas geralmente ocorrem mais lentamente a uma temperatura mais baixa. Portanto, a vida à base de amônia, se existir, pode metabolizar mais lentamente e evoluir mais lentamente do que a vida na Terra. Por outro lado, temperaturas mais baixas também podem permitir que os sistemas vivos usem espécies químicas que seriam muito instáveis nas temperaturas da Terra para serem úteis.
A amônia pode ser um líquido em temperaturas semelhantes às da Terra, mas em pressões muito mais altas; por exemplo, em 60 atm.
Amônia e misturas de amônia-água permanecem líquidas em temperaturas muito abaixo do ponto de congelamento da água pura, então tais bioquímicas podem ser bem adequadas para planetas e luas orbitando fora da zona habitável à base de água. Tais condições podem existir, por exemplo, sob a superfície de Titã (lua de Saturno).

### Metano e outros hidrocarbonetos
O metano (CH4) é um hidrocarboneto simples. Isto é, um composto de dois dos elementos mais comuns no cosmos: hidrogênio e carbono. Tem uma abundância cósmica comparável à amônia. Os hidrocarbonetos podem atuar como solventes em uma ampla faixa de temperaturas, mas não possuem polaridade. Isaac Asimov, o bioquímico e escritor de ficção científica, sugeriu em 1981 que poli-lípidos poderiam formar um substituto para as proteínas em um solvente não polar tal como o metano. Lagos compostos por uma mistura de hidrocarbonetos, incluindo metano e etano, foram detectados na superfície de Titã pela espaçonave Cassini.
Há um debate sobre a eficácia do metano e de outros hidrocarbonetos como solvente para a vida em comparação com a água ou a amônia. A água é um solvente mais forte do que os hidrocarbonetos, permitindo um transporte mais fácil de substâncias em uma célula. No entanto, a água também é mais reativa quimicamente e pode quebrar grandes moléculas orgânicas por meio da hidrólise. Uma forma de vida cujo solvente fosse um hidrocarboneto não enfrentaria a ameaça de suas biomoléculas serem destruídas dessa forma. Além disso, a tendência da molécula de água de formar fortes ligações de hidrogênio pode interferir nas ligações de hidrogênio internas em moléculas orgânicas complexas. A vida com um solvente de hidrocarboneto poderia fazer mais uso das ligações de hidrogênio em suas biomoléculas. Além disso, a força das ligações de hidrogênio dentro das biomoléculas seria apropriada para uma bioquímica de baixa temperatura.
O astrobiólogo Chris McKay argumentou, com base na termodinâmica, que, se existe vida na superfície de Titã, usando hidrocarbonetos como solvente, é provável que também use os hidrocarbonetos mais complexos como fonte de energia, reagindo-os com hidrogênio, reduzindo etano e acetileno à metano.
Possíveis indícios para esta forma de vida em Titã foram identificadas em 2010 por Darrell Strobel da Universidade Johns Hopkins:
- uma maior abundância de hidrogênio molecular nas camadas atmosféricas superiores de Titã em comparação com as camadas inferiores, defendendo uma difusão descendente a uma taxa de aproximadamente 1025 moléculas por segundo e o desaparecimento do hidrogênio perto da superfície de Titã. Como Strobel observou, suas descobertas estavam de acordo com os efeitos que Chris McKay havia previsto se formas de vida metanogênicas estivessem presentes.[52][54]
- baixos níveis de acetileno na superfície de Titã, que foram interpretados por Chris McKay como consistentes com a hipótese de organismos reduzindo acetileno a metano.

Contudo, ao reafirmar a hipótese biológica, McKay advertiu que outras explicações para as descobertas de hidrogênio e acetileno devem ser consideradas como mais prováveis, entre elas a possibilidade de processos físicos ou químicos ainda não identificados (por exemplo, um catalisador químico não vivo na superfície permitindo que o acetileno reaja com o hidrogênio), ou falhas nos modelos atuais de fluxo de materiais. Ele observou que mesmo um catalisador não biológico eficaz a 95 K já seria uma descoberta surpreendente.

#### Azotosoma
Uma membrana celular hipotética denominada azotosoma capaz de funcionar em metano líquido nas condições de Titã foi modelada por computador em um artigo publicado em fevereiro de 2015. Composto de acrilonitrila, uma pequena molécula contendo carbono, hidrogênio e nitrogênio, prevê-se que tenha estabilidade e flexibilidade em metano líquido comparável à de uma bicamada de fosfolipídio (o tipo de membrana celular possuída por toda a vida na Terra) em água líquida. Uma análise dos dados obtidos usando o Atacama Large Millimeter / submillimeter Array (ALMA), concluída em 2017, confirmou quantidades substanciais de acrilonitrila na atmosfera de Titã.

### Fluoreto de hidrogênio
O fluoreto de hidrogênio (HF), assim como a água, é uma molécula polar e, devido à sua polaridade, pode dissolver muitos compostos iônicos. Seu ponto de fusão é -84 °C, e seu ponto de ebulição é 19,54 °C (à pressão atmosférica); a diferença entre os dois é um pouco mais de 100 K. O HF também faz ligações de hidrogênio com as moléculas vizinhas, assim como a água e a amônia. Foi considerado um possível solvente para a vida por cientistas como Peter Sneath e Carl Sagan.
O HF é perigoso para os sistemas de moléculas de que a vida na Terra é feita, mas alguns outros compostos orgânicos, como ceras de parafina, são estáveis com ele. Como a água e a amônia, o fluoreto de hidrogênio líquido oferece suporte a uma química ácido-base. Usando uma definição de sistema solvente de acidez e basicidade, onde o ácido nítrico funciona como uma base quando é adicionado ao HF líquido.
No entanto, o fluoreto de hidrogênio é cosmicamente raro, ao contrário da água, amônia e metano.

### Sulfato de hidrogênio
O sulfeto de hidrogênio é o análogo químico mais próximo da água, mas é menos polar e um solvente inorgânico mais fraco. O sulfeto de hidrogênio é bastante abundante em Io (lua de Júpiter), e pode estar na forma líquida a uma curta distância abaixo da superfície; o astrobiólogo Dirk Schulze-Makuch o sugeriu como um possível solvente para a vida naquele contexto. Em um planeta com oceanos de sulfeto de hidrogênio, a fonte do sulfeto de hidrogênio poderia vir de vulcões, caso em que poderia ser misturado com um pouco de fluoreto de hidrogênio, que poderia ajudar a dissolver os minerais. A vida de sulfeto de hidrogênio pode usar uma mistura de monóxido de carbono e dióxido de carbono como fonte de carbono. Eles podem produzir e viver de monóxido de enxofre (S2), que é análogo ao oxigênio (O2). O sulfeto de hidrogênio, como o cianeto de hidrogênio e a amônia, sofre com a pequena faixa de temperatura em que é líquido (embora aumente com o aumento da pressão).

### Sílica e silicatos
O dióxido de silício, também conhecido como sílica e quartzo, é muito abundante no universo e tem uma grande faixa de temperatura onde é líquido. No entanto, seu ponto de fusão é de 1.600 a 1.725 °C, então seria impossível fazer compostos orgânicos nessa temperatura, porque todos eles se decomporiam. Os silicatos são semelhantes ao dióxido de silício e alguns têm pontos de fusão mais baixos do que a sílica. Gerald Feinberg e Robert Shapiro sugeriram que a rocha de silicato derretida poderia servir como meio líquido para organismos com uma química baseada em silício, oxigênio e outros elementos, como alumínio.

### Outros solventes ou co-solventes

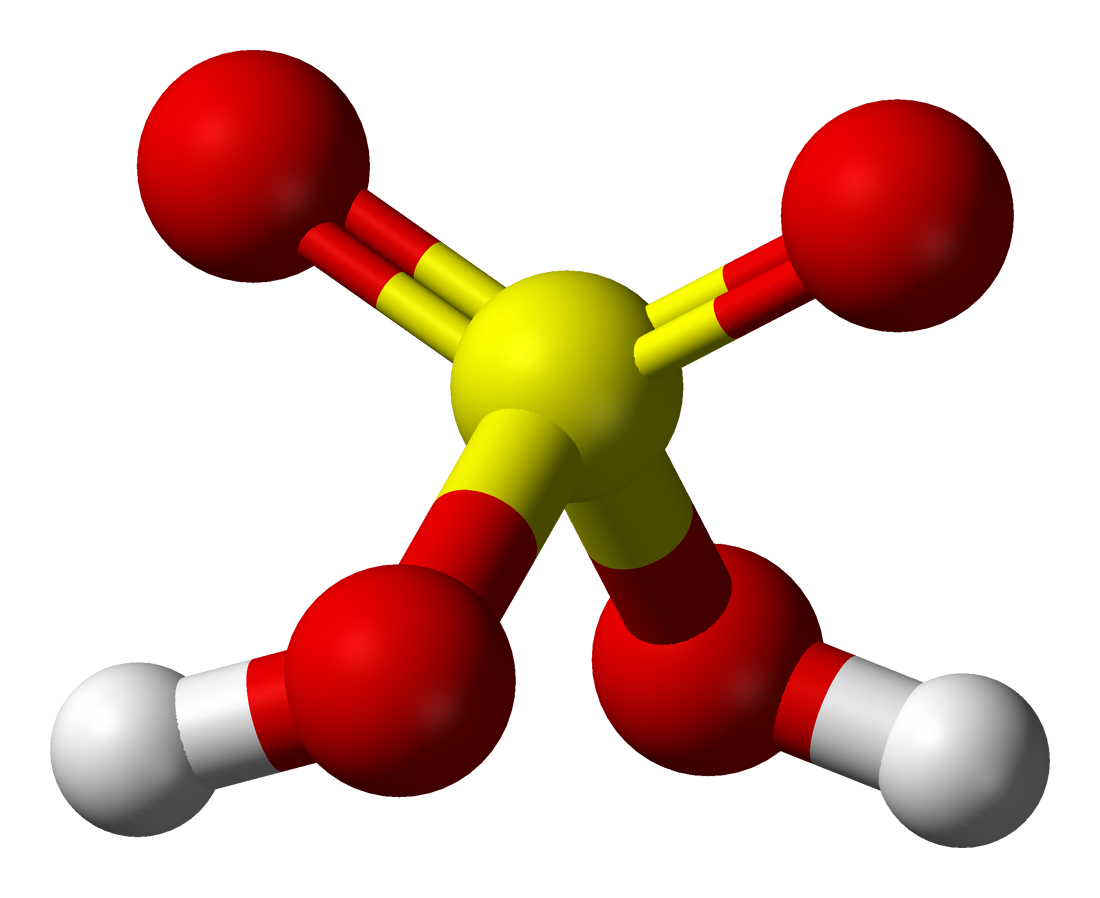
Ácido sulfúrico (H_{2}SO_{4})

Outros solventes às vezes propostos:
- Fluidos supercríticos: dióxido de carbono supercrítico e hidrogênio supercrítico;[67]
- Compostos de hidrogênio simples: cloreto de hidrogênio;[68]
- Compostos mais complexos: ácido sulfúrico,[36] formamida,[37] metanol;
- Fluidos de temperatura muito baixa: nitrogênio líquido[38] e hidrogênio;
- Líquidos de alta temperatura: cloreto de sódio.[69]

O ácido sulfúrico na forma líquida é fortemente polar. Ele permanece líquido em temperaturas mais altas do que a água, seu intervalo de líquido está entre 10 °C a 337 °C a uma pressão de 1 atm, embora acima de 300 °C se decomponha lentamente. O ácido sulfúrico é conhecido por ser abundante nas nuvens de Vênus, na forma de gotículas de aerossol. Em uma bioquímica que usasse ácido sulfúrico como solvente, o grupo alqueno (C = C), com dois átomos de carbono unidos por uma ligação dupla, poderia funcionar de forma análoga ao grupo carbonila (C = O) na bioquímica à base de água.
Foi feita uma proposta de que a vida em Marte poderia existir e estar usando uma mistura de água e peróxido de hidrogênio como solvente. Uma mistura de 61,2% (em massa) de água e peróxido de hidrogênio tem um ponto de congelamento de -56,5 °C e tende a superresfriar em vez de cristalizar. Também é higroscópico, uma vantagem em um ambiente com escassez de água.
O dióxido de carbono supercrítico foi proposto como um candidato para bioquímica alternativa devido à sua capacidade de dissolver seletivamente compostos orgânicos e auxiliar o funcionamento de enzimas e porque pode ser comum em planetas do tipo "super-Terra" ou "super-Vênus" com densas atmosferas de alta pressão.

## Outras especulações
Os físicos notaram que, embora a fotossíntese na Terra geralmente envolva plantas verdes, uma variedade de plantas de outras cores também podem suportar a fotossíntese, essencial para a maior parte da vida na Terra, e que outras cores podem ser preferidas em locais que recebem uma mistura diferente de radiação estelar do que a Terra. Esses estudos indicam que as plantas azuis seriam improváveis, porém as plantas amarelas ou vermelhas podem ser relativamente comuns.

### Ambientes variáveis
Muitas plantas e animais terrestres passam por grandes mudanças bioquímicas durante seus ciclos de vida em resposta às mudanças nas condições ambientais, por exemplo, por ter um esporo ou estado de hibernação que pode ser sustentado por anos ou até milênios entre estágios de vida mais ativos. Assim, seria bioquimicamente possível sustentar a vida em ambientes que são apenas periodicamente consistentes com a vida como a conhecemos.
Por exemplo, as rãs em climas frios podem sobreviver por longos períodos de tempo com a maior parte da água corporal congelada, enquanto as rãs do deserto na Austrália podem se tornar inativas e desidratar em períodos de seca, perdendo até 75% de seus fluidos, retornando à vida ao reidratar-se rapidamente nos períodos de chuva. Qualquer tipo de rã pareceria bioquimicamente inativo (ou seja, não vivo) durante os períodos de dormência para qualquer pessoa que não tivesse um meio sensível de detectar baixos níveis de metabolismo.

### Mundo alanino e alternativas hipotéticas

Estágio inicial do código genético (GC-Code) com "mundo alanina" e suas possíveis alternativas

O código genético evoluiu durante a transição do mundo de RNA para o mundo das proteínas. A Hipótese do Mundo da Alanina postula que a evolução do código genético (a chamada fase GC ) começou com apenas quatro aminoácidos básicos: Alanina, Glicina, Prolina e Ornitina (agora Arginina ). A evolução do código genético terminou com 20 aminoácidos proteinogênicos. Do ponto de vista químico, a maioria deles são derivados da Alanina, particularmente adequados para a construção de hélices α e folhas β - elementos estruturais secundários básicos das proteínas modernas. A evidência direta disso é um procedimento experimental em biologia molecular conhecido como varredura de alanina.
O hipotético "Mundo Proline" criaria uma possível vida alternativa com o código genético baseado no arcabouço químico da prolina como a espinha dorsal da proteína. Da mesma forma, os mundos "Glicine" e "Ornitine" também são concebíveis, mas a natureza não escolheu nenhum deles. A evolução da vida com Glicina, Prolina ou Ornitina como a estrutura básica para polímeros semelhantes a proteínas levaria a mundos biológicos paralelos. Eles teriam planos corporais e genética morfologicamente e radicalmente diferentes dos organismos vivos da biosfera conhecida.

## Vida não planetária

### À base de poeira e plasma
Em 2007, Vadim N. Tsytovich e colegas propuseram que comportamentos semelhantes à vida poderiam ser exibidos por partículas de poeira suspensas em um plasma, sob condições que podem existir no espaço. Modelos de computador mostraram que, quando a poeira fica carregada, as partículas podem se auto organizar em estruturas helicoidais microscópicas, e os autores oferecem "um esboço de um possível modelo de reprodução da estrutura de grãos helicoidais".

## Cientistas que publicaram sobre este assunto
Os cientistas que consideraram possíveis alternativas para a bioquímica carbono-água incluem:
- JBS Haldane (1892–1964), um geneticista conhecido por seu trabalho sobre a abiogênese.[44]
- V. Axel Firsoff (1910–1981), astrônomo britânico.[84]
- Isaac Asimov (1920–1992), bioquímico e escritor de ficção científica.[43]
- Fred Hoyle (1915–2001), astrônomo e escritor de ficção científica.
- George C. Pimentel (1922–1989), químico americano, University of California, Berkeley.[85]
- Peter Sneath (1923–2011), microbiologista, autor do livro Planets and Life.[60]
- Gerald Feinberg (1933–1992), físico e Robert Shapiro (1935–2011), químico, co-autores do livro Life Beyond Earth.[86][87]
- Carl Sagan (1934–1996), astrônomo, divulgador da ciência e proponente do SETI .
- Jonathan Lunine, (nascido em 1959), cientista e físico planetário americano.
- Robert A. Freitas Jr. (1952 – presente), especialista em nanotecnologia e nanomedicina; autor do livro Xenology.[88][89]
- William Bains, biólogo de Cambridge, colaborador da revista Astrobiology.[90]
- John Baross, oceanógrafo e astrobiólogo, que presidiu um comitê de cientistas do Conselho Nacional de Pesquisa dos Estados Unidos que publicou um relatório sobre as condições limitantes da vida em 2007.[91] O relatório aborda a preocupação de que uma agência espacial possa conduzir uma busca com bons recursos por vida em outros mundos "e então deixar de reconhecê-la se for encontrada".[92]

## Na ficção científica
| Tipo                                    | Base                   | Observações |
| --------------------------------------- | ---------------------- | --- |
| Biomoléculas de quiralidade alternativa | Bioquímica alternativa | Quiralidade oposta: No conto "Technical Error" de Arthur C. Clarke, há um exemplo de quiralidade diferente. |
| Biomoléculas de quiralidade alternativa | Bioquímica alternativa | O conceito de quiralidade reversa também figurou com destaque no enredo do romance de Jornada nas Estrelas de James Blish, Spock Must Die!, onde um experimento de transporte que deu errado acaba criando uma duplicata de Spock que acaba sendo uma imagem espelhada perfeita do original em todo o caminho até o nível atômico. |
| Vida de matriz exótica                  | Vida não planetária    | O organismo homônimo em The Andromeda Strain, Michael Crichton, é descrito como se reproduzindo por meio da conversão direta de energia em matéria. |
| Bioquímica do silício                   | Bioquímica alternativa | Silicóides: John Clark, na introdução à antologia de mundo compartilhado de 1952, The Petrified Planet, delineou as biologias do planeta Uller, com uma mistura de siloxano e vida de silicone, e de Niflheim, onde o metabolismo é baseado em ácido fluorídrico e tetrafluoreto de carbono . Além disso, o conto de Asimov, The Talking Stone, descreve formas de vida baseadas em silício encontradas em alguns asteróides em nosso Sistema Solar. |
| Bioquímica do silício                   | Bioquímica alternativa | No episódio original de Star Trek "The Devil in the Dark", uma criatura altamente inteligente à base de silício chamada Horta, feita quase inteiramente de rocha pura, com ovos que tomam a forma de nódulos de silício espalhados pelas cavernas e túneis de seu planeta natal . Posteriormente, no livro não canônico de Star Trek, The Romulan Way, outro Horta é um oficial subalterno da Frota Estelar.                                         |
| Vida de matriz exótica                  | Vida não planetária    | Em Star Trek: The Next Generation, a Entidade Cristalina apareceu em dois episódios, "Datalore" e "Silicon Avatar". Era uma enorme rede de cristal para viajantes espaciais que tirou milhares de vidas em sua busca por energia. Foi destruído antes que as comunicações pudessem ser estabelecidas. |
| Vida de matriz exótica                  | Vida não planetária    | No universo Warhammer 40.000, os C'Tan são uma forma de vida primordial gerada por gases em turbilhão e enormes quantidades de energia. Em sua forma natural, são seres vastos e se espalham sobre a superfície de uma estrela, absorvendo sua energia solar para se alimentar. |
| Bioquímica exótica                      | Bioquímica alternativa | No episódio "Home Soil" de Star Trek: The Next Generation, a Enterprise investiga a sabotagem de uma estação de terraformação planetária e a morte de um de seus membros; esses eventos são finalmente atribuídos a uma forma de vida senciente totalmente não orgânica, movida a energia solar, salina e próspera. |
| Bioquímica do silício                   | Bioquímica alternativa | Em Star Trek: Enterprise, no episódio "Observer Effect", a alferes Sato e o comandante Tucker são infectados por um vírus baseado em silício, enquanto são observam formas de vida sem matéria ("organianos") para testar se eles são elegíveis para um primeiro contato. Uma referência ao filme The Andromeda Strain também foi feita neste episódio.                                                                                              |
| Bioquímica do silício                   | Bioquímica alternativa | No episódio "Firewalker" de Arquivo X de 1994, Mulder e Scully investigam uma morte em uma base de pesquisa remota e descobrem que um novo fungo à base de silício encontrado na área pode estar afetando e matando os pesquisadores. |
| Bioquímica exótica                      | Bioquímica alternativa | O Projeto Orion's Arm Universe, um projeto colaborativo de ficção científica on-line, inclui uma série de espécies extraterrestres com bioquímicas exóticas, incluindo organismos baseados na química de carboidratos de baixa temperatura, organismos que consomem e vivem dentro do ácido sulfúrico e organismos compostos de fluxo magnético estruturado tubos dentro de estrelas de nêutrons ou núcleos de gigantes gasosos .                    |
| Química de nêutrons                     | Bioquímica alternativa | Em Dragon's Egg, o autor Robert L. Forward descreve a vida na superfície de uma estrela de nêutrons na qual ocorre química entre os núcleos ligados pela força forte. Forward descreveu ter sido inspirado pela sugestão do astrônomo Frank Drake em 1973 de que a vida inteligente poderia habitar estrelas de nêutrons. Modelos físicos em 1973 indicavam que as criaturas de Drake seriam microscópicas.                                          |
| Bioquímica do silício                   | Bioquímica alternativa | Na Alternativa Muv-Luv, os alienígenas BETA, embora sejam formas de vida baseadas em carbono, foram feitos por criadores extraterrestres baseados em silicone, que não vêem formas de vida baseadas em carbono capazes de alcançar inteligência. |
| Bioquímica do silício                   | Bioquímica alternativa | Em JoJo's Bizarre Adventure: JoJolion, uma raça de formas de vida inteligentes baseadas em silício conhecidas como Rock Humans servem como antagonistas coletivos da parte. |
| Bioquímica do enxofre                   | Bioquímica alternativa | No episódio "Scorched Earth" do Stargate SG-1, uma nave robótica de terraformação está convertendo um planeta já ocupado para que uma forma de vida baseada em enxofre, a Gadmeer, possa ser reconstituída.[carece de fontes?] |